# Carracedo del Monasterio
Carracedo del Monasterio es una localidad del municipio de Carracedelo, comarca del Bierzo, provincia de León, comunidad autónoma de Castilla y León, España. Cercano a la A6 en su tramo entre Ponferrada y Villafranca del Bierzo.

## Historia
La localidad de Carracedo aparece por primera vez en la documentación medieval en 957 cuando un individuo llamado Sunilano hace donación de unas propiedades en una villa en Carracedo a su hijo el presbítero Vermudo.

## Monumentos
- Monasterio de Santa María de Carracedo, antigua abadía, ya exclaustrada, fundada a finales del siglo X, en el año 990, por el rey Bermudo II de León.[2]

## Museos
- Museo El Varal, museo etnográfico agrícola.

Este museo cuenta, entre las más de 800 piezas que expone, con piezas destacas, como una majadora Campeva de los años 50, una majadora con motor estático, un lagar y una fragua. Así mismo, dispone de un monográfico dedicado a los vendimiadores de los años 50 en el que además se hace una referencia a los logotipos de las bodegas de la denominación de origen Bierzo.